# فرانسيسكو ساتورو
فرانسيسكو ساتورو (بالإيطالية: Francesco Sartori)‏ هو ملحن إيطالي، ولد في 1957 في إيطاليا.

## وصلات خارجية
- فرانسيسكو ساتورو على موقع IMDb (الإنجليزية)
- فرانسيسكو ساتورو على موقع ميوزك برينز (الإنجليزية)
- فرانسيسكو ساتورو على موقع أول ميوزيك (الإنجليزية)
- فرانسيسكو ساتورو على موقع ديسكوغز (الإنجليزية)